# IBM傑出工程師
IBM傑出工程師（英語：IBM Distinguished Engineer，縮寫為DE），IBM公司的工程師職位之一，授與在執行層面的技術領導者，因為他們傑出的技術能力與領導能力而授與此職。獲得此職位的工程師，可能繼續被晉升到IBM院士職位。IBM公司全部員工約433,000位，屬於技術性質的成員超過 200,000位，其中約有超過 600個人被授與這個職務。
IBM傑出工程師負責他們所屬執行單位中的整合工作，除了要負責領導他們自己的部門外，也負責為公司的管理階層提供技術與商業策略方面的建議與實行。